# Buried Alive (Performance)

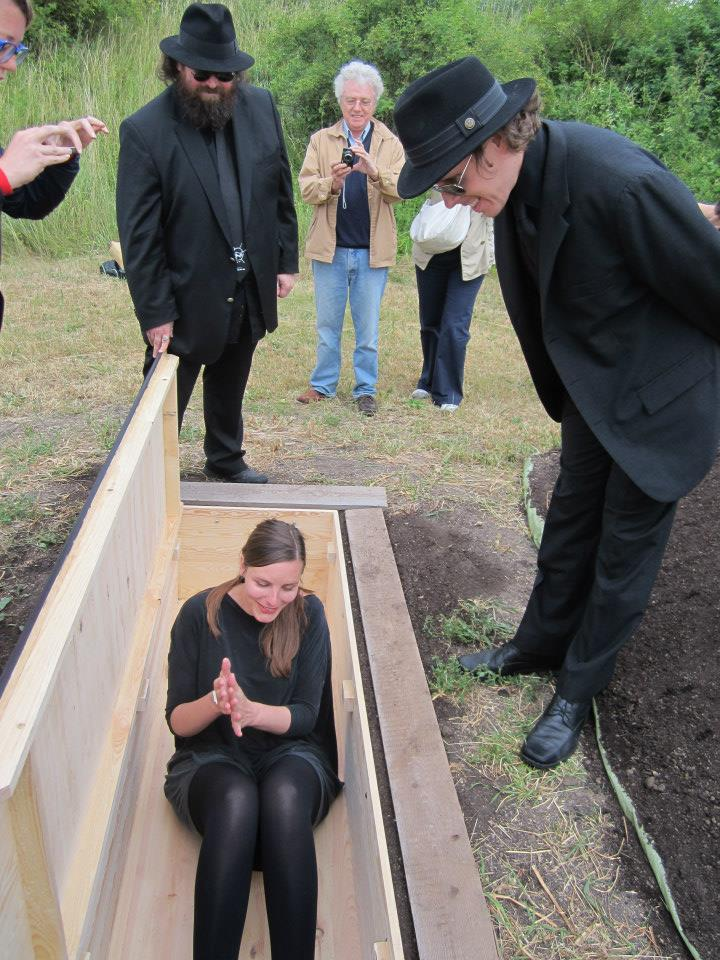
monochroms „Buried Alive“ („Lebendig begraben“) am Gelände des VSL Lindabrunn, 2013.

Buried Alive (auch bekannt als Experience the Experience of Being Buried Alive und Lebendig begraben) ist eine Performance-Reihe der österreichischen Kunst- und Theorie-Gruppe monochrom. Das Grundkonzept besteht darin, freiwilligen Teilnehmern die Möglichkeit zu bieten, sich fünfzehn Minuten lang lebendig in einem Sarg unter der Erde begraben zu lassen. Als Rahmenprogramm bietet monochrom Vorträge über die wissenschaftliche Geschichte der Feststellung des Todes und die medizinische Kulturgeschichte der vorzeitigen Bestattung. Die Serie hat Kontroversen ausgelöst.

## Hintergrund und Philosophie
monochrom-Gründer Johannes Grenzfurthner erklärte, dass die Performance-Serie Diskussionen über Tod, und Todeskultur, medizinische und wissenschaftliche Mythen und den Sensationalismus der Massenmedien starten soll.

„Das Lebendigbegrabenwerden ist ein schönes Beispiel für die Wechselwirkung zwischen Medien, Technologie und Gesellschaft. Es gab vor mehr als 150 Jahren vor allem deshalb eine so große Hysterie wegen dem Lebendigbegrabenwerden, weil viele Zeitschriften darüber berichtet haben. Das war billiger Content, den die Leute gerne gelesen haben. Edgar Allen Poe hat das auch thematisiert. Der Medienhype hat einen Technologiehype hinterhergezogen. Die Industrie hat Luftsysteme im Sarg und ähnliches entwickelt. Wir wollten das nachstellen und haben den Leuten angeboten, die Erfahrung selbst zu machen – "Experience the Experience of Being Buried Alive".“

Grenzfurthner sagt weiterhin, dass eine der Inspirationen für die Performance-Serie der Wunsch war, sich mit seinen klaustrophoben Tendenzen auseinanderzusetzen.

Die Performance-Reihe gilt als eines der bekanntesten Projekte der Gruppe. Im Laufe der Jahre wurde sie auch im Rahmen von TV-Shows wie Joko gegen Klaas auf ProSieben und Herr Ostrowski sucht das Glück auf ORF (mit Michael Ostrowski) wiederholt.

## Buried Alive Tour
Die ersten öffentlichen Performance-Bestattungen wurden in den Jahren 2005, 2006 und 2007 im Rahmen einer Nordamerika-Tour (Experience the Experience) organisiert. Menschen in Los Angeles (in der Galerie Machine Project), San Francisco, Vancouver und Toronto nahmem die Möglichkeit in Anspruch. Mobiltelefone, Taschenlampen oder andere Geräte durften nicht in den Sarg mitgenommen werden. Es bestand keine Möglichkeit während des Aufenthalts im Sarg mit der Außenwelt in Kontakt zu treten. Die Teilnehmer mussten zuvor eine schriftliche Einverständniserklärung, die mit Anwälten ausgearbeitet wurde, unterschreiben. Als Einführung hielten als Totengräber verkleidete Mitglieder von monochrom einen 45-minütigen Vortrag über die Geschichte der vorzeitigen Bestattung und präsentierten dem Publikum als „Death Jockeys“ ein Musikprogramm das aus Trauermärsche und Lieder über den Tod aus der ganzen Welt bestand.
Die Veranstaltung wurde 2023 beim Fantastic Fest in Austin von Johannes Grenzfurthner, Günther Friesinger und Jasmin Hagendorfer neu inszeniert.
Seit 2005 wurden ungefähr 600 Leute von monochrom lebendig begraben. (2013 war der Stand 300.)

## Six Feet Under Club

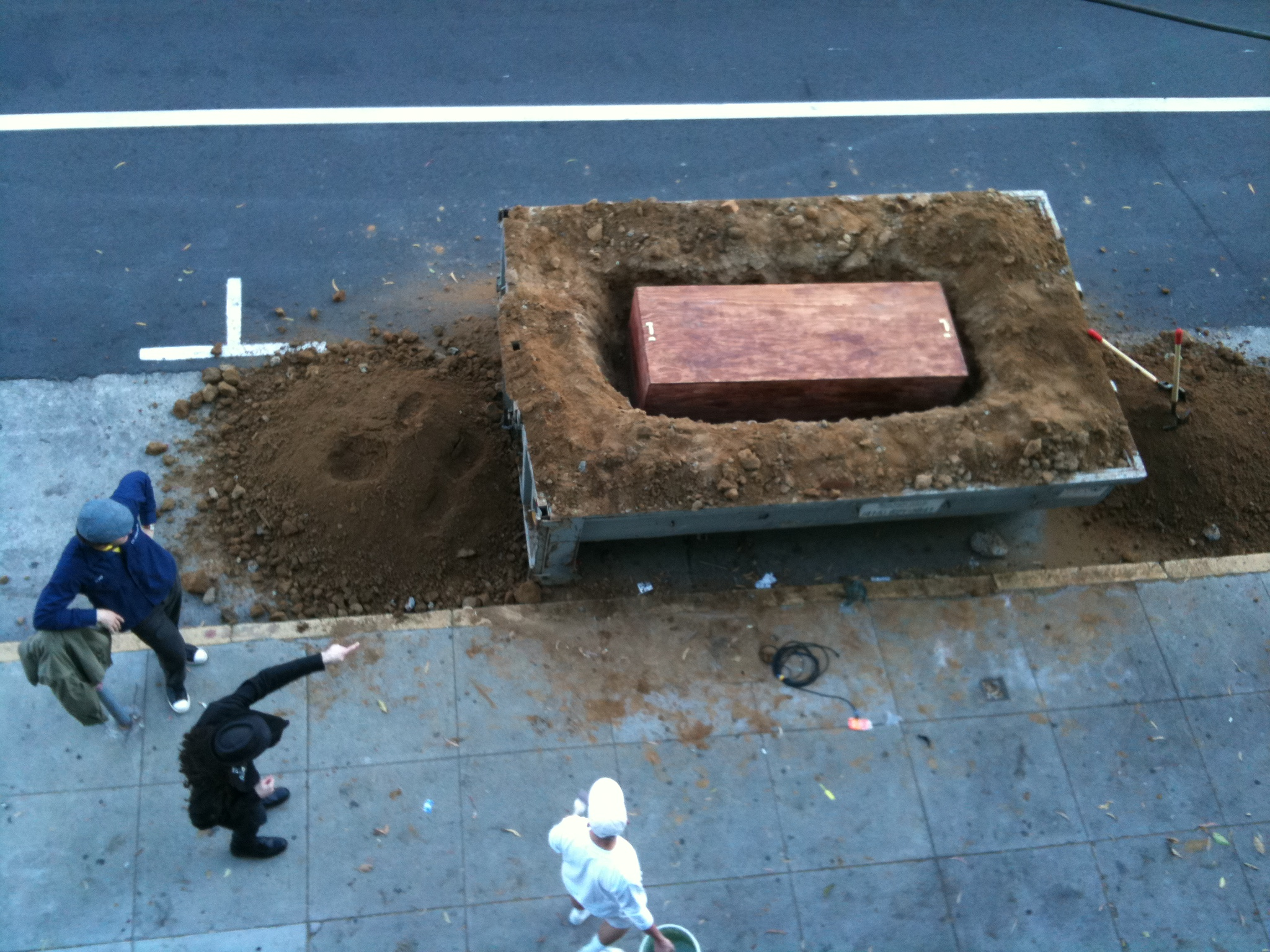
Vorbereitungen für monochroms „Six Feet Under Club“ (2010)

Im Jahr 2010 aktualisierte monochrom das ursprüngliche Konzept und schuf den Six Feet Under Club. Paare konnten sich freiwillig in einem Sarg begraben lassen um darin Sex zu haben. In einer Pressemitteilung erklärten monochrom, dass es sich um einen „extrem privaten und intimen“ Raum handle, der Sexpartnern nun zur Verfügung stehen würde. Der Sarg „erinnert auch an die soziale Norm der exklusiven Paarbindung bis dass der Tod uns scheidet“, fügen sie satirisch hinzu. Auf Wunsch konnte eine Nachtsicht-Webcam, die im Sarg befestigt war, aktiviert werden, um das Geschehen im Sarg auf eine Leinwand projizieren zu können. Das Szenario bewahrte die „Intimität eines privaten Moments“ während es gleichzeitig die Möglichkeit gab den „privaten Akt“ in den öffentlichen Raum verlagerte. monochroms Performance kann als absurde Parodie auf das pornografische Kino oder als Untersuchung des hohen Stellenwertes der sexuellen Privatsphäre angesehen werden.
Die Aufführung wurde 2013 und 2014 im Wiener Club Schwelle 7 wiederholt.

## Buried Alive (permanente Installation)
Seit 2011 hat monochrom eine regelmäßig bespielte, fixe „Grabstätte“ im Skulpturengarten des niederösterreichischen Kunstraums VSL Lindabrunn.